# Hůra (Jičínská pahorkatina)
Hůra (388 m n. m.), místně zvaná též Nepřívěcká hůra, je vrch v okrese Jičín Královéhradeckého kraje, v CHKO Český ráj, asi 3 km severně od Sobotky. Na jihozápadním svahu leží ves Nepřívěc, do jejíhož katastrálního území vrch náleží. Na západním svahu leží správní obec Libošovice.

## Popis vrchu
Vrch představuje severozápadní zakončení Velišského hřbetu. Pod názvem Hůra se rozumí nejen samotný vrchol, ale i celé okolní zalesněné území rozkládající se mezi sídly Nepřívěc, Libošovice, Malechovice, Kozlov a Stéblovice. Počínaje vrcholem Hůry leží v jedné linii na hřbetu telekomunikační vysílač, hájovna Hůra a osada Babylon. Severní stranu Hůry lemuje železniční železniční trať Mladá Boleslav – Stará Paka. Na západním svahu Hůry pramení říčka Klenice, na severovýchodním svahu pak rozsáhlá zdrojnice Roveňského potoka, přítoku Žehrovky.

## Geomorfologické členění
Vrch náleží do celku Jičínská pahorkatina, do podcelku Turnovská pahorkatina, do okrsku Jičíněveská pahorkatina, a do podokrsku Velišský hřbet.

## Přístup
Na Hůru se lze dostat z různých směrů z výše uvedených sídel. Kolem území prochází turistické značky všech barev. Nejbližší železniční zastávka je v blízkých Malechovicích.